# Río Santiago (Marañón)
El río Santiago es un río sudamericano que recorre buena parte de los territorios amazónicos de Ecuador y del Perú, uno de los principales afluentes directos del río Marañón y por tanto, de la cuenca alta del río Amazonas. El río se forma en Ecuador por la confluencia de los ríos Zamora y Namangoza y tiene una longitud de 285 km, de los que 230 km corresponden a territorio peruano.
Con sus fuentes, el Santiago alcanza una longitud total de unos 485 km.

## Geografía
El río Santiago nace tras la unión de los ríos Namangoza y río Zamora, en la provincia de Morona Santiago, en la parte norte de la cordillera del Cóndor, casi en la frontera entre Perú y Ecuador. El Namangoza es un río ecuatoriano que nace a su vez de la confluencia de los ríos Paute y Negro. En territorio ecuatoriano el río Santiago discurre apenas 55 km, hasta llegar a la frontera con el Perú, donde el río se vuelve en dirección sur.
El río se adentra por territorio peruano por la región Amazonas y discurre íntegramente por la provincia de Condorcanqui (distrito de Río Santiago). El río fluye siempre en dirección sur, por la vertiente occidental de la cordillera Campanquiz, con un ancho variable que en algunas zonas puede llegar hasta el kilómetro. Desemboca en el río Marañón por la margen izquierda, a unos kilómetros de Borja y aguas abajo de Santa María de Nieva. El río está, respecto al Marañón, aguas abajo del río Nieva, y al este de la cuenca del río Cenepa.
El río es navegable y por él transitan embarcaciones de motor (peque peques, deslizadores, chalupas, y botes) aunque en la parte alta, en épocas más secas, se tienen dificultades para el acceso. En el curso del río hay 51 comunidades nativas de la familia de los jíbaros, de las que 36 son wampis (parte alta y media del río) y 15 son awajún (parte media y baja del río). Las más importantes son Porvenir y Puerto Galilea, la capital del distrito. En todo el distrito había 12 163 habitantes en 2005, que en su mayoría viven a orillas del río.
La cuenca del río Santiago posee las características de bosque muy tropical, con temperaturas que llegan a los 35 °C y precipitación pluvial promedio de 3000 mm por año. 
Las mayores temperaturas se dan en los meses de julio a noviembre, que coinciden con la época de menor cantidad de lluvias.

## Referencias

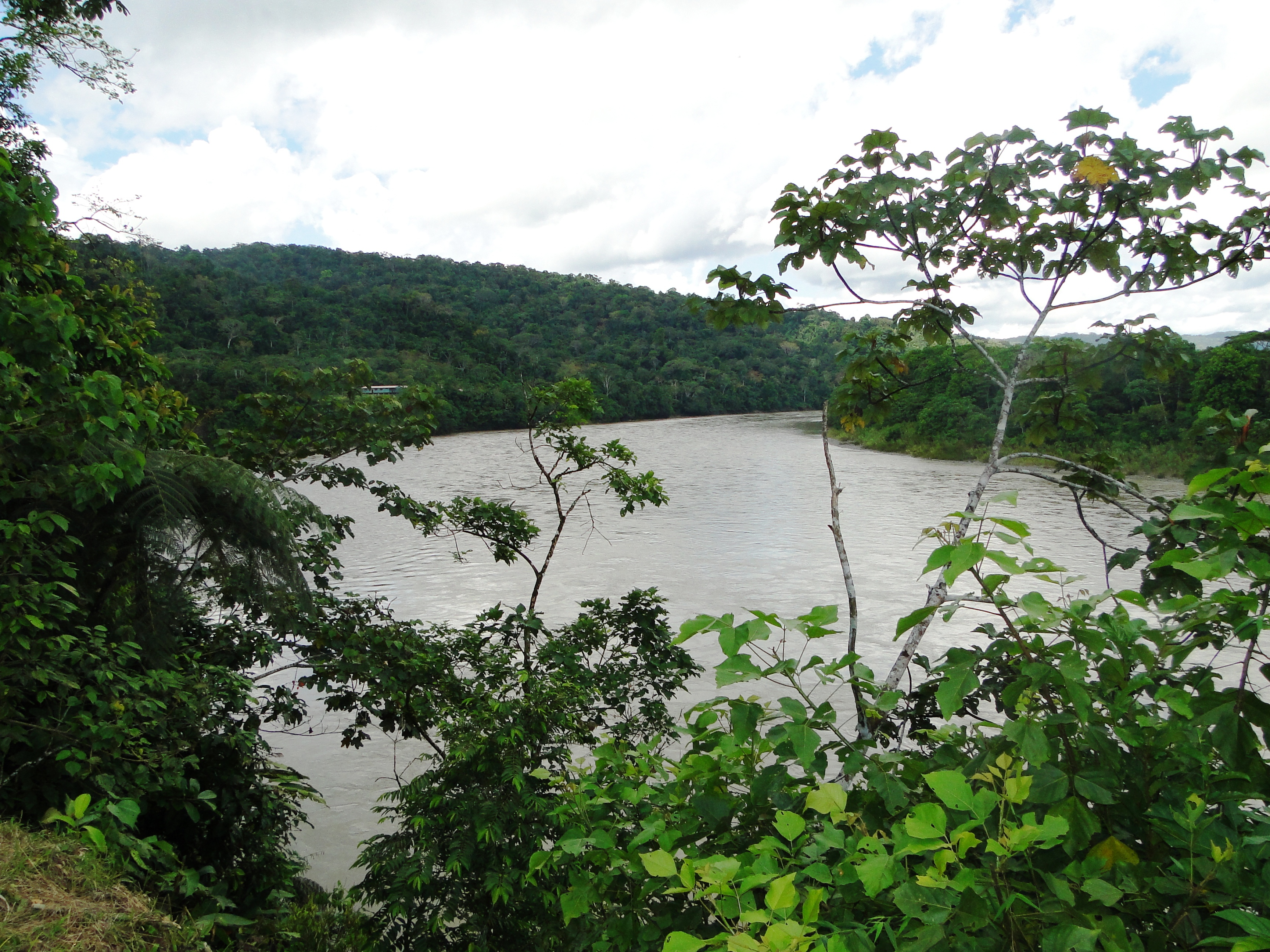
Río Santiago, en la frontera con Perú (destacamento militar ecuatoriano Soldado Monge). Las montañas y la construcción del fondo, es ya territorio peruano.